# Parole di Mormon
Le Parole di Mormon (in inglese: The Words of Mormon, convenzionalmente abbreviato con PdM) è il sesto libro (di un solo capitolo) del Libro di Mormon.
Secondo il racconto del Libro di Mormon, Mormon inserì questo collegamento tra le ultime parole delle "piccole tavole di Nefi" scritte da Amalechia nel Libro di Omni, e le prime parole del Libro di Mosia, che invece rappresentano l'inizio delle "grandi tavole di Nefi".
Le Parole di Mormon rappresentano un salto cronologico di diversi secoli nella sequenza del racconto del Libro di Mormon. Questo è dovuto al fatto che Mormon inserì le sue parole nel 385 d.C. mentre gli eventi narrati al termine delle piccole tavole e l'inizio delle grandi tavole di Nefi, collegate dalle Parole di Mormon, si svolgelvano intorno al 130 a.C.
|  | « Ed ora dico qualcosa riguardo a ciò che ho scritto; infatti, dopo che ebbi fatto un riassunto delle tavole di Nefi fino al regno di questo re Beniamino di cui parlò Amalechi, io cercai fra gli annali che erano stati consegnati nelle mie mani e trovai delle tavole che contenevano un breve racconto dei profeti, da Giacobbe fino al regno di questo re Beniamino, ed anche molte delle parole di Nefi » |
|  | (PdM 1:3) |